# Izzy (Maskottchen)
Izzy war das offizielle Maskottchen der Olympischen Sommerspiele 1996 in Atlanta.

## Beschreibung
Izzy ist das erste gegenstandslose Maskottchen der olympischen Geschichte, das heißt, es basiert weder auf einem Lebewesen noch auf einem bestimmten Objekt. Izzy ist blau, trägt rote Turnschuhe und hat an seinem Körper die fünf olympischen Ringe verteilt. Es hat Blitze anstatt Augenbrauen und Sterne als Pupillen.

## Geschichte
Der Designer John Ryan schuf den ersten Entwurf von Izzy 1992. Dieser wurde, noch unter dem Namen Whatizit („What is it“, deutsch: „Was ist es“), während der Abschlussveranstaltung der Olympischen Sommerspiele 1992 in Barcelona der Öffentlichkeit vorgestellt. Das ungewöhnliche Design erhielt jedoch überwiegend negative Kritiken, weshalb das Atlanta Committee of the Olympic Games den Entwurf überarbeiten ließ. Im Juni 1993 wurde das neue Aussehen des Maskottchens der Öffentlichkeit präsentiert. So wurde unter anderem das Gesicht überarbeitet und die Erscheinung an sich athletischer gestaltet. Parallel zum Redesign rief das Komitee einen Wettbewerb für Kinder aus, um einen Namen für das Maskottchen zu ermitteln. Insgesamt wurden etwa 3300 Vorschläge eingereicht, aus denen eine Gruppe von Kindern aus Atlanta schließlich den Namen Izzy wählte.

## Rezeption
Auch die überarbeitete Version des Maskottchens stieß auf gemischte Reaktionen. So bezeichnete der NBC-Sportreporter Bob Costas Izzy als „genetisches Experiment, das schrecklich schief gelaufen ist“. Matt Groening, der Erfinder der Simpsons, beschrieb es als „schlechte Ehe aus dem Pillsbury Teigmännchen und der hässlichsten kalifornischen Rosine“. Die Öffentlichkeit wiederum nahm Izzy wesentlich positiver auf. Sämtliche Merchandising-Artikel des Maskottchens wurden zu Verkaufsschlagern, und vor allem bei Kindern entwickelte sich Izzy zu einer sehr beliebten Figur.

## Sonstiges
Der Spieleentwickler U.S. Gold veröffentlichte 1995 das Jump-’n’-Run-Videospiel Izzy’s Quest for the Olympic Rings, das zunächst auf dem amerikanischen Markt für das Sega Genesis erschien. In Europa wurde das Spiel Anfang 1996 für Sega Mega Drive und Super Nintendo veröffentlicht.
Der US-amerikanische Fernsehsender Turner Network Television strahlte im August 1995 den Animationsfilm Izzy's Quest For Olympic Gold aus. Die Grundzüge der Handlung des von Carol Corwin produzierten Films wurden mittels eines Schreibwettbewerbs erarbeitet. Der Bewerb Great Adventures of Izzy startete im Oktober 1993 und forderte die amerikanischen Kinder auf, sich Geschichten rund um Izzy auszudenken. Insgesamt wurden über 85.000 Ideen eingereicht, aus denen die Drehbuchautorin Sindy McCay zusammen mit den Atlanta Centennial Olympic Properties (ACOP), der Marketing-Abteilung des Atlanta Committee of the Olympic Games, die Story des Films entwickelte.